# Альянс за Чили

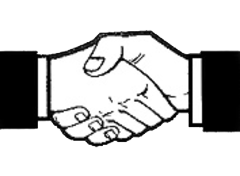
Логотип Альянса за Чили

«Альянс за Чили» (исп. Alianza por Chile), также известный как «Ла Альянса» (исп. La Alianza) — большая коалиция правоцентристских партий, существовавшая в Чили с 1989 по 2015 год и вместе с левоцентристской Коалицией партий за демократию («Консертасьон») составлявшая основу политической системы страны. Была образована 10 августа 1989 года под руководством Хайме Гусмана как объединение сил, поддерживающих продолжение политического курса военной хунты под руководством генерала Аугусто Пиночета.
Ядром коалиции были партии «Независимый демократический союз» и «Национальное обновление», вокруг которых объединялись другие силы правого толка.

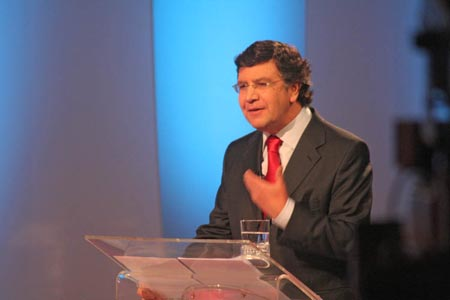
Хоакин Лавин, лидер партии Независимый демократический союз

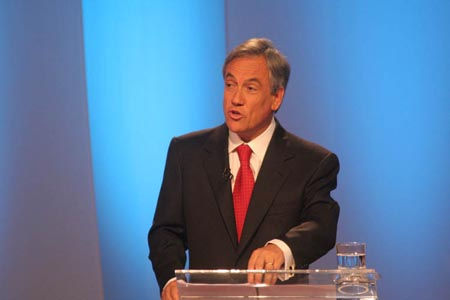
Себастьян Пиньера, лидер партии Национальное обновление

Вплоть до муниципальных выборов 2008 года «Ла Альянса» уступала в поддержке «Консертасьону» и оставалась в оппозиции к формируемым  им правительствам, но сохраняла непропорционально большое парламентское представительство благодаря биномиальной избирательной системе. На президентских выборах 2009—2010 года кандидат коалиции (преобразованной перед выборами в «Коалицию за перемены», исп. Coalición por el Cambio) Себастьян Пиньера одержал победу над представителем «Консертасьона» Эдуардо Фреем Руис-Тагле, благодаря чему впервые с 1958 года к власти в Чили демократическим путём пришли правые силы.
За время первого президентства Себастьяна Пиньеры (2010—2014) популярность коалиции значительно снизилась (особенно после студенческих протестов 2011—2013 годов), в результате чего «Ла Альянса» проиграла следующие парламентские выборы и начала сближение с более правыми силами, в результате объединения с которыми в январе 2015 года была преобразована в коалицию «Чили, вперед!».

## Члены
- Национальное обновление (исп. Renovación Nacional, RN)
- Независимый демократический союз (исп. Unión Democrática Independiente, UDI).
- Партия юга (исп. Partido del Sur), не функционирует.
- Прогрессивный союз центристского центра (исп. Unión de Centro Centro Progresista, UCCP), не функционирует.

## Названия коалиции
- исп. Democracia y Progreso (Демократия и прогресс) (1989-1992)
- исп. Participación y Progreso (Участие и прогресс) (1992-1993)
- исп. Unión por el Progreso (Союз за прогресс) (1993-1996)
- исп. Unión por Chile (Союз за Чили) (1996-2000)